# سد دیاما
سد دیاما (به لاتین: Diama Dam) یک سد و منطقهٔ مسکونی در سنگال است که در ناحیه سن لوئیس واقع شده‌است.